# Хордальный двудольный граф
Хорда́льный двудо́льный граф — это двудольный граф {\displaystyle B=(X,Y,E)}, в котором любой цикл длины по меньшей мере 6 в B имеет хорду, то есть ребро, которое соединяет две вершины, находящиеся на расстоянии > 1.
Следовало бы называть эти графы «слабо хордальными и двудольными», поскольку хордальные двудольные графы, вообще говоря, не хордальны, так как могут содержать порождённый путь длины 4.

## Описание
Хордальные двудольные графы имеют различное описание в терминах совершенных порядков исключения, гиперграфов и матриц. Они тесно связаны со строго хордальными графами.
По определению хордальные двудольные графы имеют характеризацию запрещёнными подграфами как графы, не содержащие какого-либо порождённого пути длины 3 или длины по меньшей мере 5 (так называемые дыры) в качестве порождённого подграфа. Таким образом, граф G является хордальным двудольным тогда и только тогда, когда G не имеет треугольников и дыр. В статье Голамбика упоминаются две других характеризации:
B является хордальным двудольным тогда и только тогда, когда любой минимальный рёберный сепаратор порождает полный двудольный подграф в B и тогда и только тогда, когда любой порождённый подграф является совершенным исключением двудольного графа.
Мартин Фарбер показал, что граф строго хордален тогда и только тогда, когда двудольный граф инцидентности его гиперграфа максимальных клик является хордальным двудольным.
Аналогичная характеризация имеет место для гиперграфов замкнутых окрестностей — граф сильно хордален тогда и только тогда, когда двудольный граф инцидентности его гиперграфа замкнутых окрестностей является хордальным двудольным.
Другой результат, найденный Элиасом Далхаусом: 
Двудольный граф {\displaystyle B=(X,Y,E)} является хордальным двудольным тогда и только тогда, когда расщепляемый граф, получающийся из превращения X в клику, является строго хордальным.
Двудольный граф B = (X,Y,E) является хордальным двудольным тогда и только тогда, когда любой порождённый подграф графа B имеет упорядочение максимального X-соседства и упорядочение максимального Y- соседства.
Различные результаты описывают связь между хордальными двудольными графами и вполне сбалансированными гиперграфами окрестностей двудольных графов.
Описание хордальных двудольных графов в терминах графов пересечений, связанных с гиперграфами, дано в статье Хуана.
Двудольный граф является хордальным двудольным тогда и только тогда, когда его матрица смежности полностью уравновешена.

## Распознавание
Хордальные двудольные графы могут быть распознаны за время {\displaystyle O(\min(n^{2},(n+m)\log n))} для графов с n вершинами и m рёбрами.

## Сложность задач
Различные задачи, такие как поиск гамильтонова цикла, дерева Штейнера и эффективного доминирования, остаются NP-полными на хордальных двудольных графах.
Различные другие задачи, которые могут быть эффективно решены для двудольных графов, могут иметь более эффективное решение для хордальных двудольных графов, что обсуждается в статье Спинрада.

## Связанные классы графов
Любой хордальный двудольный граф является модулярным графом. Хордальные двудольные графы включают полные двудольные графы и двудольные дистанционно-наследуемые графы.